# Кирил Михайловски
Кирил Михайловски с псевдоним Груица (на македонска литературна норма: Кирил Михајловски – Груица) е югославски партизанин, деец на НОВМ и генерал-майор от ЮНА.

## Биография
Роден е на 9 юни 1916 година в град Виница, по това време окупиран от България по време на Първата световна война в семейство на учители. Основно образование завършва в родния си град. Постъпва в гимназия в Лесковац, а след това и в учителско училище. През 1938 година става член на СКМЮ, а през 1941 година и на ЮКП. Учи в школа за запасни офицери в Марибор. Служи в Страцин с чин запасен подпоручик. След окупацията на Югославия от Германия заминава за Прокупле, за да помага за организирането на Топличкия партизански отряд. Там е определен за комисар на чета. През 1941 година става командир на батальон, а след това и комисар на Първа южноморавска бригада. Участва в създаването на Ястребачки партизански отряд. По-късно става комисар на Трета македонска ударна бригада, командир на петдесет и първа македонска дивизия на НОВЮ. Между 24 юли и 17 септември 1944 е политически комисар на четвърта македонска ударна бригада. Делегат е на Първото заседание на АСНОМ. Командир е на петдесета и петдесета и първа македонска дивизии на НОВЮ и на Щипската военна област. След Втората световна война минава на различни висши военни постове в ЮНА. Достига до чин генерал-майор и излиза в запаса през 1966 г. Провъзгласен е за народен герой 29 ноември 1953 година. Депутат в Народното съюзно събрание на СФРЮ и член на Съвета на федерацията.

## Награди
- Партизански възпоменателен медал 1941
- Орден „Народен герой“
- Орден на военното знаме;
- Орден за заслуги пред народа със сребърна звезда;
- Орден на братството и единството със златен венец;
- Орден на партизанската звезда със сребърен венец;
- Орден за храброст и други.

## Книги
- Кирил Михаjловски Груjица треЋа македонска НОУ бриеада, Београд, 1976